# Almenara (fuego)
Se llamaba almenara o ángaro al fuego que se encendía sucesivamente en lugares altos para dar algún aviso en toda una provincia, costa, etc. Venía a ser lo mismo o producía el mismo efecto, aunque con menos exactitud, que nuestros actuales sistemas de comunicación.

## Etimología
El nombre de almenara les vino a estos fuegos porque se hacían por lo común en los merlones de las torres o castillos edificados en parajes altos.
Los griegos usaron también estos fuegos y les llamaron angaros, es decir, públicos mensajeros. Según la RAE, la palabra castellana ángaros, proviene pues, del griego ἄγγαρον ángaron y pŷr que significa fuego mensajero por relevos, término documentado en la tragedia de Esquilo Agamenón.